# SU-85
Le SU-85 est un chasseur de chars/canon auto-propulsé soviétique utilisé durant la Seconde Guerre mondiale, dont la conception était basée sur le châssis du char moyen T-34. Jusqu'alors les canons auto-propulsés soviétiques étaient également utilisés en tant que canons d'assaut, tel le SU-122 ou encore comme armes anti-char mobiles ; le SU-85 fait partie de cette seconde catégorie.

## Histoire
Au début de la Seconde Guerre mondiale, les chars russes, tels que le T-34 ou le KV-1, ont une puissance de feu suffisante pour détruire les chars allemands, tels que le Panzer III, ou le Panzer IV.
Mais à l'automne 1942 apparait le char allemand Panzer VI Tigre, qui comporte un blindage tellement épais qu'il est presque impossible à détruire avec le 76,2 mm, le canon standard, à part en s'approchant dangereusement. Au printemps 1943, les Soviétiques reçoivent les premiers rapports du Panzer V Panther, qu'ils rencontrent au combat à la bataille de Koursk en juillet 1943. Cette nouvelle génération de chars allemands va obliger les ingénieurs soviétiques à créer de nouveaux chars, plus puissants.
Ainsi, en mai 1943, l'armée soviétique commence l'étude d'une nouvelle arme anti-char, ainsi qu'un changement dans l'armement du SU-122. L'effort porte tout d'abord sur l'adaptation du canon lourd de DCA de 85 mm et sur le canon 122 mm A-19, qui étaient tous deux identifiés comme les canons les plus efficaces contre le Tigre. Le SU-122 a lui été réarmé avec un 85mm M1939, qui a donné le SU-85. Mais la coque du modèle devait être refaite, car l'ancien modèle n'était pas fait pour la nouvelle culasse. L'usine de production d'Ouralmach a donc initialement tenté de refuser ce modèle trop couteux, qui lui a tout de même été imposée.
Plusieurs prototypes du SU-85 ont été rejetés à cause de problèmes de construction, mais après plusieurs changements, parmi lesquels le changement du canon pour un D-5T, un prototype a été mis en service sous le nom de SU-85. En même temps, le D-5S de 85 mm, un canon à la fois efficace et fiable, est modifié pour inclure une visée télescopique et un nouveau modèle de mantelet pare-balles ; ce véhicule modifié est renommé le SU-85-II.

## Description
Le SU-85 est une modification de l'obusier automoteur SU-122, où l'obusier de 122 mm M-30S est remplacé par un canon antichar D-5T. Son châssis est donc basé sur celui du T-34. C'est un véhicule petit et mobile ; l'inconvénient est un blindage relativement léger.

## Production
La production du SU-85 a démarré à la mi-1943, et les premiers véhicules ont atteint leurs unités en août. Quand le char T-34 a à son tour reçu un canon de 85 mm pour donner le T-34-85, qui a été produit en masse au printemps 1944, le SU-85 est devenu moins utile et sa production a été arrêtée à la fin 1944, après une production de 2 050 véhicules. Il a été remplacé dans les lignes de montage par le chasseur de chars SU-100, son successeur, armé du canon de 100 mm D-10S.
Il y a eu deux versions : le SU-85 de base avait une coupole de chef de char fixe, avec un périscope tournant ; le SU-85M, amélioré, avait la même casemate que le SU-100, avec la même coupole de chef de char que sur le T-34-85.

## Engagement
Le SU-85 apparut sur le front en août 1943, et fut efficace, mais était très vulnérable face à l'infanterie, et son canon en casemate obligeait le char à se mettre droit devant sa cible pour tirer. Il a servi au sein des forces soviétiques, polonaises et tchécoslovaques sur le front est jusqu'à la fin de la guerre.
Obsolète en 1945, il a été retiré du service actif peu après la guerre, et exporté vers les pays satellites de l'URSS, en Europe et ailleurs.
Le SU-85 est resté en service plus longtemps en Corée du Nord et au Vietnam. Le SU-100, quant à lui, est resté en service bien plus longtemps. Certains SU-85 et SU-100 ont été convertis et utilisés comme véhicules de commandement ou de dépannage.

## Versions

### URSS
- SU-85-I : Premier prototype du SU-85, refusé pour manque d'espace. Armé du canon de 85 mm S-18[1].
- SU-85-IV : Second prototype, il a lui aussi la coque standard du SU-122 mais avec un mantelet pare-balles plus grand, différent de celui du SU-85-I. Armé du canon de 85 mm S-18[1].
- SU-85-II : Troisième prototype, avec le nouveau canon de 85 mm D-5S, une nouvelle visée TSh-15, et un nouveau mantelet pare-balles[1].
  - SU-85 : Principal modèle de production, armé du canon de 85 mm D-5T.
    - SU-85M : Un SU-85 doté de la casemate du SU-100, plus vaste, qui peut transporter jusqu'à 60 obus plutôt que 48. Il a aussi la même coupole de chef de char que le T-34-85[1].
    - SU-85T : Un SU-85 converti en véhicule de dépannage.
- SU-85-III : Le quatrième prototype, avec une coupole de chef de char modifiée.

### Pologne
- WPT-34 : Véhicule polonais de réparation et de maintenance, avec une superstructure qui remplace la casemate, une grue, un snorkel télescopique de grand diamètre pour les franchissements de gués profonds, et une grande ancre en forme de pelle à l'arrière. Il a été converti dans les années 1960, à partir de SU-85, de T-34 et de SU-100.

## Sources
- (en) Cet article est partiellement ou en totalité issu de l’article de Wikipédia en anglais intitulé « SU-85 » (voir la liste des auteurs).